# Garaeus nigra
Garaeus nigra är en fjärilsart som beskrevs av Inoue 1954. Garaeus nigra ingår i släktet Garaeus och familjen mätare. Inga underarter finns listade i Catalogue of Life.